# Wereldkampioenschap basketbal vrouwen 1983
Het WK Basketbal voor vrouwen 1983 is het negende gehouden wereldkampioenschap basketbal voor vrouwen. Veertien landen die ingeschreven waren bij de FIBA, namen deel aan het toernooi dat gehouden werd in Brazilië. Het basketbalteam van de Sovjet-Unie werd de uiteindelijke winnaar van het toernooi.

## Eindklassering
| #      | Land             |
| ------ | ---------------- |
| Goud   | Sovjet-Unie      |
| Zilver | Verenigde Staten |
| Brons  | China            |
| 4      | Zuid-Korea       |
| 5      | Brazilië         |
| 6      | Bulgarije        |
| 7      | Polen            |
| 8      | Joegoslavië      |
| 9      | Canada           |
| 10     | Cuba             |
| 11     | Australië        |
| 12     | Japan            |
| 13     | Peru             |
| 14     | Zaïre            |

| WK basketbal voor vrouwen 1983 winnaar |
| -------------------------------------- |
| Sovjet-Unie Zesde titel                |